# Adventura (cestovní kancelář)
Adventura s.r.o. je česká cestovní kancelář, zaměřená především na outdoorové zájezdy. Ročně jejích služeb využije zhruba 6 tisíc klientů, z toho polovina zvolí cyklistické zájezdy a šestina zájezdy do exotických zemí.
Majiteli Adventury jsou Jaroslav Lhota, Tomáš Hyka, Petr Hlubuček a Miloš Podpěra, každý vlastní čtvrtinu společnosti. Společnost dříve působila pod názvem HEART Adventures, na který dodnes odkazuje zeměkoule ve tvaru srdce v logu společnosti. První zájezdy její majitelé vypravili v roce 1991, klienty lákali především na rafting v rakouských Alpách, pěší turistiku ve Skandinávii a cyklistiku v Nizozemsku.
V roce 2019 společnost dosáhla zisku 10 milionů korun při tržbách 155 milionů korun.